# Péter Tatai
Péter Tatai [ˈpeːtɛr ˈtɒtɒ.i] (* 23. Juni 1983 in Győr) ist ein ungarischer Handballspieler.
Tatai, der seit 2022 für den ungarischen Verein Tatai AC spielt und für die ungarische Männer-Handballnationalmannschaft (Rückennummer 16) aufläuft, ist Handballtorwart.
Péter Tatai begann in seiner Heimatstadt mit dem Handballspiel. Für Győri ETO KC debütierte er auch in der ersten ungarischen Liga. Schnell entwickelte er sich zum Leistungsträger und Nationalspieler, gewann mit Győr aber keinen Titel, so dass er 2005 zum ungarischen Serienmeister MKB Veszprém wechselte, wo bereits sein ehemaliger Mannschaftskollege Gergő Iváncsik spielte. Mit den Männern vom Plattensee gewann Tatai die ungarische Meisterschaft 2006 sowie den ungarischen Pokal 2007, war aber hinter Dejan Perić meist nur zweiter Torwart. 2008 gewann er mit Veszprém den Europapokal der Pokalsieger und die ungarische Meisterschaft. Ab 2008 stand er im Tor vom französischen Erstligisten US Dunkerque HB. Zwei Jahre später kehrte Tatai nach Ungarn zurück, wo er einen Vertrag bei Pick Szeged unterschrieb. 2014 gewann er den EHF Europa Pokal. Zur Saison 2014/15 wechselte er zum rumänischen Verein HC Minaur Baia Mare. Mit Baia Mare gewann er 2015 die Meisterschaft. Im Januar 2016 schloss er sich dem deutschen Bundesligisten Frisch Auf Göppingen an. Im Sommer 2016 wechselte er zum TuS N-Lübbecke. Im Sommer 2020 schloss er sich dem ungarischen Verein Csurgói KK an. Zwei Jahre später schloss er sich dem Verein Tatai AC an. Zusätzlich übernahm er das Torwarttraineramt beim ungarischen Frauen-Erstligisten Alba Fehérvár KC.
Péter Tatai hat bisher 90 Länderspiele für die ungarische Männer-Handballnationalmannschaft bestritten, war zunächst hinter Nándor Fazekas und später Roland Mikler aber meist nur zweite Wahl. Mit Ungarn nahm er auch an der Handball-Weltmeisterschaft der Männer 2007 in Deutschland teil, belegte mit seinem Team aber nur den 9. Platz. Er stand im Kader für die Europameisterschaft 2014.